# Glanz-Veilchenohrkolibri
Der Glanz-Veilchenohrkolibri (Colibri coruscans), auch Großer Veilchenohrkolibri, Blaues Veilchenohr, Veilchenohrkolibri oder kurz Veilchenohr genannt, ist eine Vogelart aus der Familie der Kolibris (Trochilidae), die in Guyana, Brasilien, Venezuela, Kolumbien, Ecuador, Peru, Bolivien, Chile und Argentinien verbreitet ist. Der Bestand wird von der IUCN als „nicht gefährdet“ (least concern) eingeschätzt.

## Merkmale
Der Glanz-Veilchenohrkolibri erreicht eine Körperlänge von etwa 13 bis 14 cm bei einem Gewicht der Männchen von ca. 5,8 bis 8,5 g und der Weibchen von 6,0 bis 7,5 g. Das Männchen hat einen leicht gebogenen schwarzen Schnabel. Die Oberseite ist metallisch bläulich grün. Die bläulich violetten Ohrfahnen sind länglich und aufrichtbar. Das Kinn ist bläulich violett, der Rest der Unterseite grün mit blauem Bauch. Der zweiflügelige Schwanz ist metallisch grün mit stahlblauer subterminaler Binde. Eine wenig erforschte melanistische Form existiert, die aber mit zwei unter hundert Exemplaren sehr selten ist. Weibchen ähneln den Männchen, haben aber oft einen weißen Fleck hinter dem Auge und sind etwas kleiner. Halbwüchsige Jungtiere haben keine schillernde Färbung und die Federn enthalten gelbbraune Fransen. Laut einer Studie von Martina Dubach hat der Große Veilchenohrkolibri die geringste mittlere Blut-Luft-Barrierendicke (0,183 µm) und die größte gewichtsspezifische Atemoberfläche aller Vögel (87 cm²/g).

## Verhalten und Ernährung
Der Glanz-Veilchenohrkolibri bezieht seinen Nektar von einer Vielzahl von Blüten wie z. B. den Gattungen Castilleja, Centropogon, Clusia, Echeverien, Elleanthus, Korallenbäumen, Eukalypten, Guzmania, Inga, Salbei, Siphocampylus und Puya. Insekten jagt er in der Luft. Sein Futter sucht er sich in den Straten vom Boden bis zu den Baumkronen. An blühenden Bäumen agiert er sehr territorial und dominiert andere Kolibris. Bewegt er sich im Páramo, scheint er weniger aggressiv gegenüber anderen Kolibriarten aufzutreten.

## Lautäußerungen
Der Gesang des Glanz-Veilchenohrkolibris besteht aus einer langen Serie einsilbiger metallischer Tschilps, die wie dschit...dschit...dschit... oder tlik...tlik...tlik.. klingen und in einer Frequenz von ca. zwei Tönen pro Sekunde von sich gegeben werden. Ebenso gehört ein komplexer Liedgesang, den er normalerweise bei der Flugbalz von sich gibt, zu seinem Repertoire. Dieser Gesang besteht aus einem Gemisch von Tischilps, Quietsch- und Gurgellauten sowie kurzen Trällern. Die Laute bestehen auch aus wiederholten trockenen, rasselnden drr...drrr...-Tönen. Der Große Veilchenohrkolibri gilt als äußerst ruffreudiger Kolibri.

## Fortpflanzung
Die Brutsaison des Glanz-Veilchenohrkolibris dauert in Venezuela von Juli bis Oktober, im Nordwesten Argentiniens zumindest von Dezember bis Februar. Das kelchartige Nest ist ca. 6 cm groß und 4,5 cm tief und wird aus verschiedenem weichen Pflanzenmaterial gebaut. Die Außenseite wird mit Farnen und Zweigen verziert. Das Nest wird auf horizontalen Ästen platziert oder an einem hängenden Zweig im Gebüsch, z. B. der Art Prosopis ferox, angebracht. Einmal wurde auch ein Nest in einer Felsspalte in 2,8 Metern über dem Boden entdeckt. Ein Gelege besteht aus zwei Eiern. Ein Ei wiegt ca. 0,95 Gramm bei einer Größe von 17 mal 10,5 mm. Die Brutdauer beträgt 17 bis 18 Tage, die Bebrütung erfolgt ausschließlich durch das Weibchen. Berichte über Aufzucht der Nestlinge durch das Männchen erfordern weitere Forschung und werden angezweifelt. In den höheren Höhenlagen kommt es durch Nesträuber kaum zu Sterblichkeit von Nestlingen.

## Verbreitung und Lebensraum

Verbreitung (grün) des Glanz-Veilchenohrkolibris

Der Glanz-Veilchenohrkolibri bevorzugt Waldränder, offene Waldungen, blühende Gärten, Plantagen, Sub-Páramo und Páramo in Höhenlagen von 1700 bis 4500 Metern.

## Migration
In der Trockenzeit ziehen die Populationen des Glanz-Veilchenohrkolibris, die in Páramo-Umgebung leben, in niedrigere Höhenlagen. In dieser Zeit wurde die Art sogar in Höhenlagen um 200 Meter gesichtet. Populationen, die tiefer leben, gelten als Standvögel. Ein Bericht aus dem Norden Chiles in den Anden der Región de Tarapacá im Juli könnte auf einen Irrgast, Wanderbewegung oder eine bisher unbekannte Brutpopulation hinweisen.

## Ziervogelhaltung
Der Glanz-Veilchenohrkolibri gehört zu den wenigen Kolibriarten, die auch von Privatpersonen als Ziervogel gehalten werden. Sie benötigen jeweils eine Einzelvoliere, da sie aggressiv gegenüber Artgenossen sind. Nur zur Paarung werden Männchen und Weibchen vergesellschaftet. Die Nachzucht ist bereits gelungen, sie gilt jedoch als schwierig.

## Unterarten
Bisher sind zwei Unterarten des Glanz-Veilchenohrkolibris anerkannt:
- Colibri coruscans coruscans (Gould, 1846)[4] – Die Nominatform kommt in der Sierra Nevada de Santa Marta, Sierra de Perijá, den Bergen im Nordwesten Venezuelas und den Anden südlich über Ecuador, Peru bis Bolivien, den Norden Chiles und den Nordwesten Argentiniens vor.[1]
- Colibri coruscans germanus (Salvin & Godman, 1884)[5] – Diese Subspezies ist an den Tepuis im Süden Venezuelas, im Westen von Guyana und dem angrenzenden Norden Brasiliens am Roraima-Tepui verbreitet. Bei der Unterart sind der vordere Oberkopf, die Unterseite und der Schwanz blauer als in der Nominatform.[1]

Colibri coruscans rostratus Phelps & Phelps Jr, 1952 wird heute als Synonym für C. c. germanus betrachtet.

## Etymologie und Forschungsgeschichte
Die Erstbeschreibung des Glanz-Veilchenohrkolibris erfolgte 1846 durch John Gould unter dem wissenschaftlichen Namen Trochilus (Petasophora) coruscans. Den genauen Fundort in Südamerika kannte Gould nicht. Erst später wurde er der von Johann Baptist von Spix 1824 neu geschaffenen Gattung Colibri zugeschlagen. Der Name Kolibri wurde im 18. Jahrhundert aus dem Französischen entlehnt (frz. colibri) und stammt wohl aus einer karibischen Sprache. Coruscans ist das lateinische Wort für „funkelnd, glitzernd“. Rostratus ist das lateinische Wort für „geschnäbelt, langschnäbelig“. Auch germanus ist lateinischen Ursprungs und bedeutet „Bruder“. Es könnte auch von germen für „Ableger“ abgeleitet werden.